# یوزف آداموویچ
یوزف آداموویچ (۲۳ آوریل ۱۹۳۹، ۲ اوت ۲۰۱۳) بازیگر، معلم و کارگردان اسلواکیایی تئاتر و سینما بود. در سال ۱۹۶۰ در آکادمی هنرهای نمایشی براتیسلاوا در رشته بازیگری فارغ‌التحصیل شد. در همان سال او به عضویت تئاتر ملی اسلواکی درآمد که تا سال ۱۹۹۱ در آن کار کرد. ابتدا شخصیت‌های رمانتیک را بازی می‌کرد، بعدها نقش‌هایش بیشتر واقع گرایانه یا تراژیک بود. او همسر بژیدارا تورزونوووا بود. وی در ۲ اوت ۲۰۱۳ پس از بیماری طولانی درگذشت. او در گورستان مارتین در براتیسلاوا به خاک سپرده شده‌است.